# O Segredo da Civilização Divina
O Segredo da Civilização Divina é um livro escrito em 1875 por `Abdu'l-Bahá.
O texto original em persa foi litografado em 1882, e inicialmente apontado como autor anônimo. A primeira tradução inglesa foi publicada em Londres em 1910, e mais tarde em Chicago, em 1918, sob o título de The Mysterious Forces of Civilization, cujo autor era apontado como "um Eminente Filósofo Bahá'í". Somente em 1957 uma versão mais precisa é lançada sob o título de O Segredo da Civilização Divina.
A intenção de `Abdu'l-Bahá era argumentar sobre a necessidade urgente do Irã adotar medidas de reforma baseadas em modelos do Ocidente. Alude ao estado degrante e as péssimas condições vigentes na sociedade do Irã na época, exorta para a transformação das instituições, como as ligadas à educação, indústria, comércio, tecnologia, artes e ciências, bem como relativos aos sistemas e leis. `Abdu'l-Bahá, com o intuito de que este livro fosse levado a sério pelos iranianos, já que não era admitido reconhecimento aos Bahá'ís pela sociedade islâmica na época, e como ainda é nos dias de hoje, escreveu o livro como anônimo, nele utilizando passagens do Alcorão para reforçar seus argumentos.